# Orden de Nuestra Señora de Loreto
La Orden de Nuestra Señora de Loreto fue una orden caballeresca instituida por el papa Sixto V en el año de 1587. 
Su objeto fue hacer la guerra a los corsarios que infestaban la Marca de Ancona y guardar la ciudad de Loreto. La divisa era una medalla ovalada de oro con la imagen de Nuestra Señora de Loreto, pendiente de una cadena del mismo metal, que llevaban sobre el pecho los caballeros.